# بني قيداس (أرحب)

تعديل مصدري - تعديل

بني قيداس هي إحدى قرى عزلة شعب بمديرية أرحب التابعة لمحافظة صنعاء، بلغ تعداد سكانها 1436 نسمة حسب تعداد اليمن لعام 2004.